# جائزة أستراليا الكبرى 1977
جائزة أستراليا الكبرى 1977 هو سباق فورمولا 1 أقيم بتاريخ 6 فبراير 1977 في سيدني، نيوساوث ويلز.